# Bliktelefoon

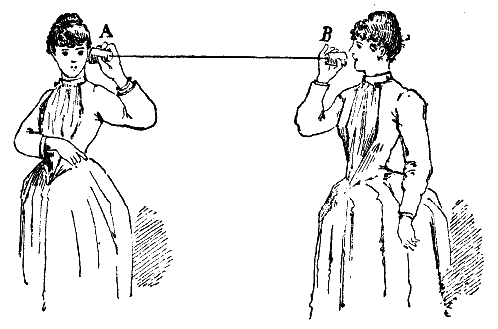
Een negentiende-eeuwse bliktelefoon.

Een bliktelefoon is een apparaat/speelgoed dat bestaat uit twee conservenblikjes die met elkaar verbonden zijn door middel van een gespannen touw of draad. 
Met behulp van een spijker kan een gaatje gemaakt worden in de bodem van het blikje, waarna de spijker aan de binnenkant van het blikje geplaatst wordt en er een touwtje aan vastgebonden wordt. Door ook in het andere blikje een gaatje te maken met een spijker en het touwtje hieraan vast te binden ontstaat er een verbinding tussen de twee blikjes. Als nu twee personen elk een blikje pakken en het touw dat ertussen zit spannen kan er met elkaar gecommuniceerd worden. Geluidsgolven die aan de ene kant van het touw een blikje ingaan reizen als geluidstrilling via het touw naar het andere blikje waar de geluidsgolven weer gehoord kunnen worden. Op het moment dat het touw niet gespannen is, kunnen de geluidstrillingen van het ene blikje het andere blikje niet bereiken. 
Bliktelefoons werden vroeger gebruikt op school om op een speelse manier iets te leren over geluidstrillingen.